# Felskinn

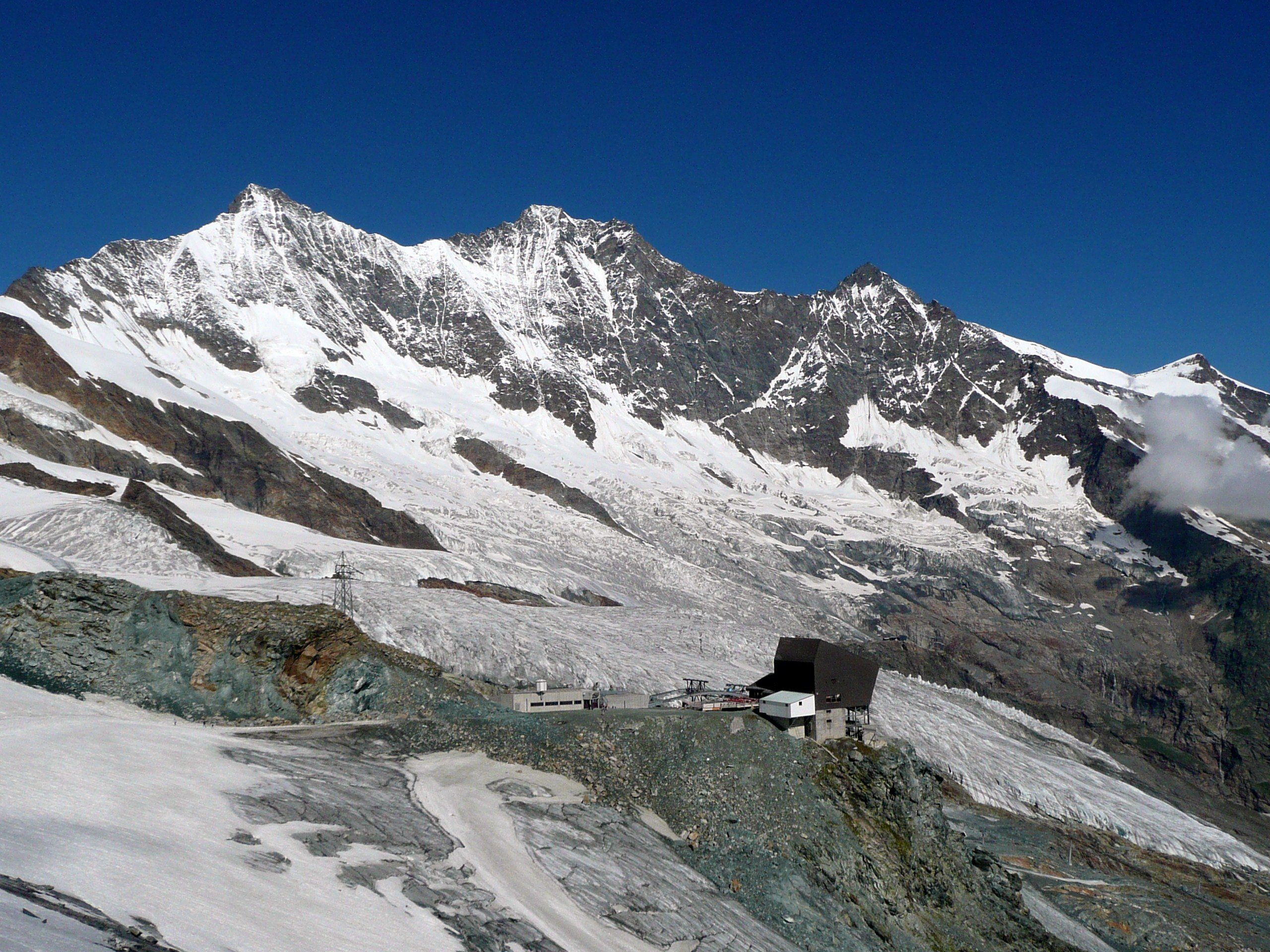

Felskinn est une station suisse de sport d'hiver, situé à 2989m d'altitude dans la station de Saas-Fee (Alpes valaisannes). Il s'agit d'une station intermédiaire dans l'ascension du col de Mittelallalin par les remontées mécaniques et elle renferme la station de départ du métro alpin, reliant Felskinn à Mittelallalin.

## Accès
Il est possible d'accéder à la station de Felskinn par les remontées mécaniques en empruntant l'Alpin Express depuis le village de Saas-Fee (changement à la station intermédiaire de Morenia) ou par la télécabine de Felskinn dont la station de vallée est située un peu plus en amont du village de Saas-Fee (téléphérique rénové en 2006). Un accès en ski est possible par une piste en provenance de l'Egginerjoch. Cependant, le dénivelé entre les deux endroits n'est que de 100m, ce qui rend l'accès en ski éprouvant (chemin ascendant en début de parcours).
En été on peut rejoindre la cabane Britannia (3030 m) depuis Felskinn par un chemin bien balisé (partiellement sur névé et glacier) en 1h30 (dénivelé négatif puis positif de 200m environ).

## Départ de pistes
La station de Felskinn n'est pas uniquement la station de départ du métro alpin. Une importante partie du domaine skiable de la station de Saas-Fee est accessible directement depuis Felskinn. On notera notamment la piste n°15a, dénommée "Felsental" ou "Vallée de falaises", longue de 850m pour un dénivelé de 300m et passant directement sur la glace du Feegletscher. Son accès est déconseillé aux skieurs non expérimentés en raison de sa forte déclivité et de son caractère glacé (excepté après de fortes chutes de neige).

## Dans la culture populaire
Les scènes de téléphérique du clip Last Christmas de Wham! ont été tournées dans cette station. On peut voir le logo sur les téléphériques, et le nom de la station sur un mur.